# West Corson (Dakota del Sur)
West Corson es un territorio no organizado ubicado en el condado de Corson en el estado estadounidense de Dakota del Sur. En el Censo de 2010 tenía una población de 306 habitantes y una densidad poblacional de 0,12 personas por km².

## Geografía
West Corson se encuentra ubicado en las coordenadas 45°39′36″N 101°33′14″O / 45.66000, -101.55389. Según la Oficina del Censo de los Estados Unidos, West Corson tiene una superficie total de 2593.32 km², de la cual 2585.73 km² corresponden a tierra firme y (0.29%) 7.58 km² es agua.

## Demografía
Según el censo de 2010, había 306 personas residiendo en West Corson. La densidad de población era de 0,12 hab./km². De los 306 habitantes, West Corson estaba compuesto por el 88.56% blancos, el 0% eran afroamericanos, el 8.82% eran amerindios, el 0% eran asiáticos, el 0% eran isleños del Pacífico, el 0% eran de otras razas y el 2.61% pertenecían a dos o más razas. Del total de la población el 0% eran hispanos o latinos de cualquier raza.